# Pablo Peña
Pablo Peña Durán (né le 26 septembre 1955) est un ancien arbitre bolivien de football. Débutant en 1981, il a été international de 1988 à 1996 et arrêta en 2002.

## Carrière
Il a officié dans des compétitions majeures : 
- Copa América 1993 (1 match)
- Copa América 1995 (1 match)